# 徐承和
徐承和（1928年—），男，浙江嘉善人，中国电子物理和离子束物理学家，曾任北京大学教授、博士生导师。